# Clark Township (Iowa)
Pour les articles homonymes, voir Clark Township.
Clark Township est un township du comté de Tama en Iowa, aux États-Unis,.
Il est fondé en 1860 et baptisé Clark, en 1882, en référence à Leander Clark (en).

### Source de la traduction
- (en) Cet article est partiellement ou en totalité issu de l’article de Wikipédia en anglais intitulé « Clark Township, Tama County, Iowa » (voir la liste des auteurs).